# Bộ Công an (Lào)
Bộ Công an (tiếng Lào: ກະຊວງປ້ອງກັນຄວາມສະຫງົບ) là một trong những cơ quan chính phủ phụ trách an ninh trật tự của Lào.

## Cơ cấu và tổ chức
Bộ Công an bao gồm một số "ban ngành", bao gồm cảnh sát địa phương, cảnh sát giao thông, cảnh sát xuất nhập cảnh, cảnh sát an ninh (bao gồm cả cảnh sát biên phòng) và các đơn vị cảnh sát vũ trang khác. Bộ trưởng hiện tại là Trung tướng Vilay Lakhamfong.

## Danh sách Bộ trưởng Bộ Công an
- Đại tướng Vilay Lakhamfong
- Trung tướng Kongthong Phongvichith
- Thiếu tướng Thonglek Mangnormex

## Hợp tác quốc tế
Để nâng cao năng lực giải quyết các vấn đề như buôn lậu ma túy và buôn người, Bộ Công an đã thiết lập quan hệ công tác với một số cơ quan chính phủ nước ngoài và các tổ chức quốc tế, trong đó có UNODC và UNICEF.

## Vấn đề nhân quyền
Lực lượng an ninh trực thuộc Bộ Công an đôi khi bị buộc tội vi phạm nhân quyền. Cuộc đàn áp tín hữu Kitô giáo của họ ở Lào là một trong những cuộc đàn áp nặng nề nhất trên thế giới. Đặc biệt, các thành viên người dân tộc H'Mông từng bị lực lượng an ninh nước này bạo hành.